# كارلوس ألفريدو خوسيه
كارلوس ألفريدو خوسيه (بالإسبانية: Carlos Alberto Elías)‏ هو مغني وملحن أرجنتيني، ولد في 20 أكتوبر 1969.